# Teorema de Quillen
El teorema de Quillen sobre la equivalència homotòpica de nervis de categories, també conegut com a teorema A de Quillen o teorema de comparació de Quillen, és un resultat fonamental en teoria de categories i topologia algebraica, formulat per Daniel Quillen als anys 1970, en el context del desenvolupament de la seva teoria de l'homotopia per a categories. El teorema estableix una connexió profunda entre la geometria d'una categoria i l'espai de les seves classes d'objectes mitjançant el concepte de realització geomètrica del nervi d’una categoria.
Aquest teorema no s’ha de confondre amb el teorema fonamental de la K-teoria algebraica de Quillen, que relaciona la K-teoria d’un anell amb la dels seus mòduls projectius.

## Enunciat
Sigui F: 𝒞 → 𝒟 un functor entre categories petites. El teorema de Quillen proporciona condicions sota les quals el functor indueix una equivalència d'homotopia entre les realitzacions geomètriques dels nervis de les categories:
Teorema (Quillen): Si per a tot objecte d ∈ 𝒟, la categoria coslice F ↓ d és contractible (és a dir, el seu nervi té el tipus d’homotopia d’un punt, cosa que significa que és homotòpicament equivalent a un espai que consta d'un sol punt), , aleshores el funtor induït
{\displaystyle \left|N({\mathcal {C}})\right|\to \left|N({\mathcal {D}})\right|}
és una equivalència d’homotopia.
Aquí, N(𝒞) denota el nervi de la categoria 𝒞 i |N(𝒞)| la seva realització geomètrica, que és un espai topològic.